# Gert Albrecht
Gert Albrecht (geboren 31. Juli 1941 in Chemnitz; gestorben 16. Januar 2017 in Bochum) war ein deutscher Bauingenieur und Hochschullehrer. Er war Experte für Großbrückenbau.

## Leben

### Herkunft und Ausbildung
Gert Albrecht war der Sohn des Baumeisters Kurt Albrecht. Er lebte ab 1951 in Berlin, besuchte dort das Gymnasium und legte im Jahr 1961 das Abitur ab. Von 1961 bis 1968 studierte er an der Fakultät für Bauingenieurwesen der Technischen Universität Berlin (TU Berlin) und war dabei als Studentische Hilfskraft am Lehrstuhl für darstellende Geometrie und am Lehrstuhl für Stahlbau tätig.

### Berufliche Laufbahn
Nach dem Studium arbeitete er von 1968 bis 1970 als Statiker in der Abteilung Brückenbau III der Firma Friedr. Krupp Maschinen und Stahlbau Rheinhausen. Nebenberuflich war er als Lehrkraft für Mathematik am städtisch-naturwissenschaftlichen Gymnasium in Rheinhausen tätig. Von 1970 bis 1973 wirkte er als Wissenschaftlicher Assistent am Lehrstuhl für Stahlbau der TU Berlin und von 1973 bis 1978 als Wissenschaftlicher Assistent am Lehrstuhl für Stahlbau (Konstruktiver Ingenieurbau II) der Ruhr-Universität Bochum, an der er im Jahr 1976 promovierte („mit Auszeichnung“). Seine Dissertation trug den Titel Beitrag zur mittragenden Breite von Plattenbalken im elastoplastischen Bereich. Gert Albrecht war von 1978 bis 1984 als Oberingenieur am Lehrstuhl für Stahlbau (Konstruktiver Ingenieurbau II) der Ruhr-Universität Bochum tätig und anschließend bis 1992 als Partner im Ingenieurbüro Haensel-Roik-Albrecht & Partner (HRA) mit Karlheinz Roik und J. Haensel.
Im Jahr 1992 wurde Gert Albrecht als Ordinarius am Lehrstuhl für Stahlbau, Fakultät für Bauingenieur- und Vermessungswesen der Technischen Universität München (TU München) berufen und später zum Dekan der Fakultät gewählt. Er war von 1992 bis 1996 Geschäftsführer der HRA Ingenieurgesellschaft, Niederlassung München und von 1996 bis 2004 Geschäftsführer der Ingenieurgesellschaft Albrecht-Doblies mbH. Ab dem Jahr 2005 war er Inhaber des Ingenieurbüros Prof. Albrecht in der Albrecht & Garske Bürogemeinschaft im Bauwesen, München. Im Jahr 2001 verlieh ihm die TU Timisoara den Titel eines Honorarprofessors (Profesor ónorific). Zur Vollendung des 60. Lebensjahres von Albrecht erschien 2001 eine Festschrift mit Beiträgen u. a. von Helmut Bode, Wolfgang Graße, Karsten Geißler, Gerhard Hanswille, Natalie Stranghöner, Ulrike Kuhlmann, Akimitsu Kurita, Karl-Eugen Kurrer, Joachim Lindner, Ingbert Mangerig, Hiroshi Nakai, Friedrich Nather, Gerhard Sedlacek, Geralt Siebert und Marcus Rutner.

### Projekte
Gert Albrecht war als Prüfingenieur unter anderem an den Projekten Eisenbahnüberführung Lehrter Bahnhof (II-IV), Innbrücke Neuötting, Kettenbrücke Stahl (Nassau (Lahn), Rosenaubrücke (Kempten (Allgäu)), Sinntalbrücke (A 7), Talbrücke Enzenstetten (Seeg) und Talbrücke Oberhartmannsreuth (Gattendorf (Oberfranken)) tätig. Er wirkte mit beim Erhalt der Schrannenhalle (München) und war Prüfingenieur für den Stadionbau der Münchner Allianz-Arena.

## Mitgliedschaften
Er gehörte unter anderem dem Deutschen Stahlbau-Verband an, dem Deutschen Ausschuß für Stahlbau und dem Verband Beratender Ingenieure sowie der Vereinigung für Prüfingenieure für Baustatik (VPI) an und war Gründer und Mitorganisator des Japanese-German-Bridge Symposium.

## Werke
- Karlheinz Roik, Gert Albrecht, Ulrich Weyer: Schrägseilbrücken. Ernst, Verlag für Architektur und technische Wissenschaften, Berlin 1986, ISBN 3-433-00924-4
- Entwurf, Bau und Unterhaltung von Brücken in Donauraum, Springer-Verlag, Düsseldorf, ISBN 3-9806286-1-2, 1998

## Auszeichnungen
- 2009: Leo-von-Klenze-Medaille[5]